# Natalja Dianska
Natalja Dianska (ros. Наталья Дианская; ur. 7 marca 1989 roku w Nawoi) – rosyjska siatkarka, reprezentantka kraju, grająca na pozycji środkowej.
Od sezonu 2015/2016 występuje w drużynie Omiczki Omsk.

## Sukcesy klubowe
Puchar Rosji:
- 2014

Puchar CEV:
- 2015

Klubowe Mistrzostwa Świata:
- 2015

## Sukcesy reprezentacyjne
Mistrzostwa Europy Kadetek:
- 2005

Mistrzostwa Świata Kadetek:
- 2005

Mistrzostwa Europy:
- 2013

## Nagrody indywidualne
- 2005: Najlepsza blokująca Mistrzostw Europy Kadetek
- 2006: Najlepsza atakująca Mistrzostw Europy Juniorek